# Hossein Amanat
Hossein Amanat escutarⓘ (Teerã, 1942) é um arquiteto iraniano-canadense. É mais conhecido por ter projetado a Torre Azadi, em Teerã, no Irã, e o Arco do Centro Mundial Bahá'í, em Haifa, Israel.

## Obras

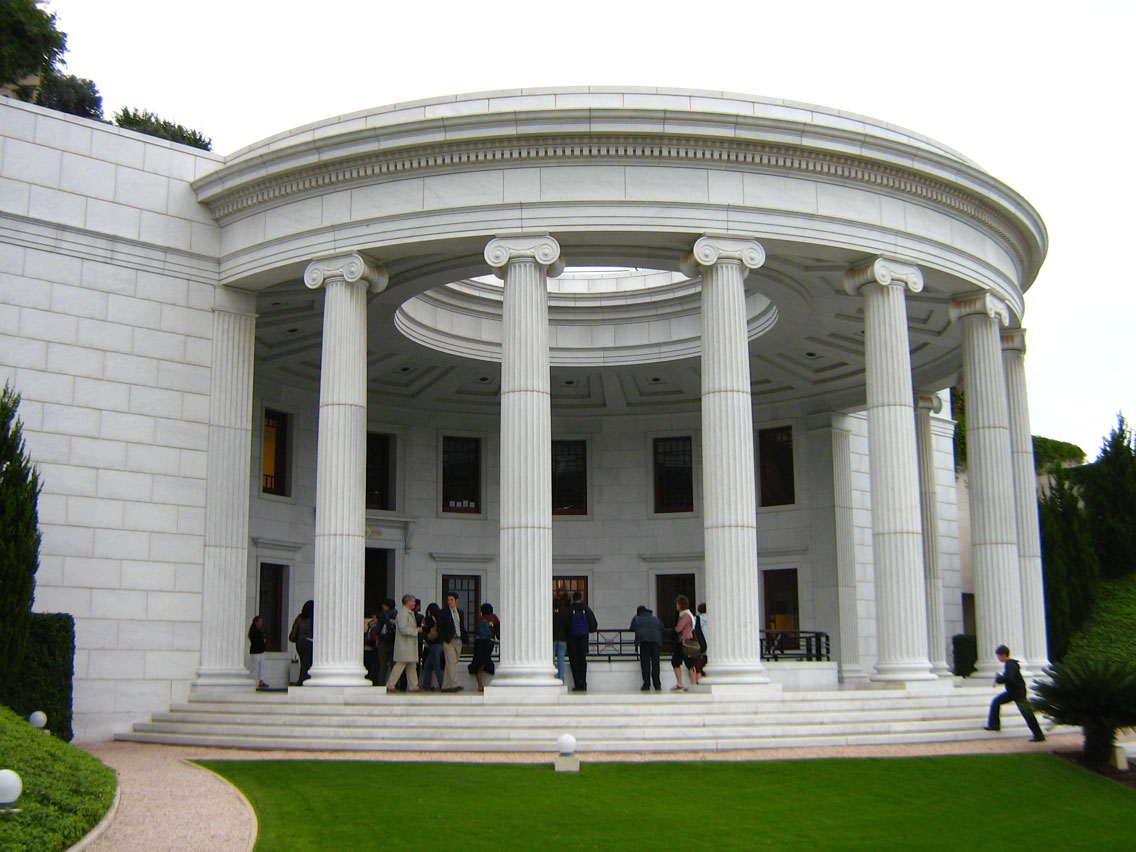
Centro de Estudos dos Textos Sagrados
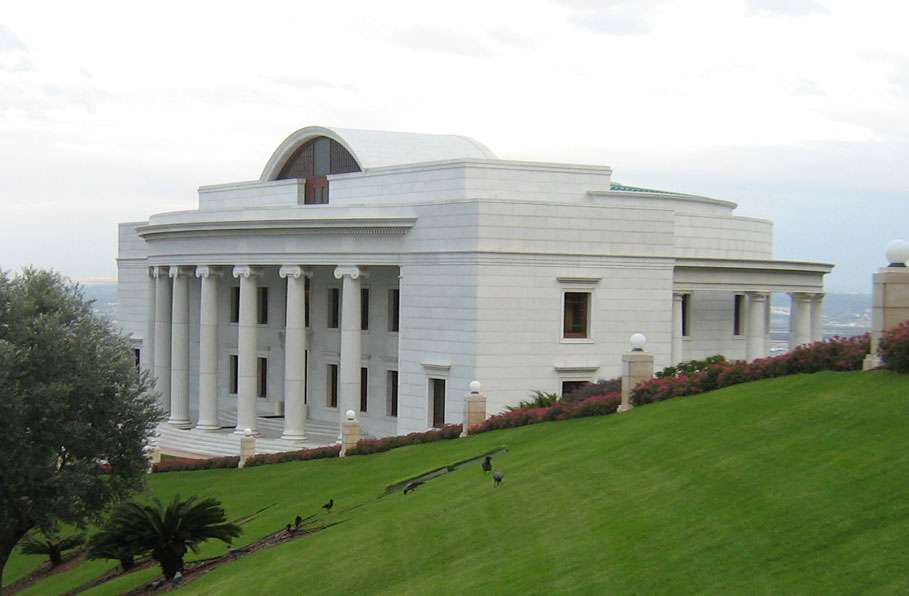
A sede do Centro Internacional de Ensino
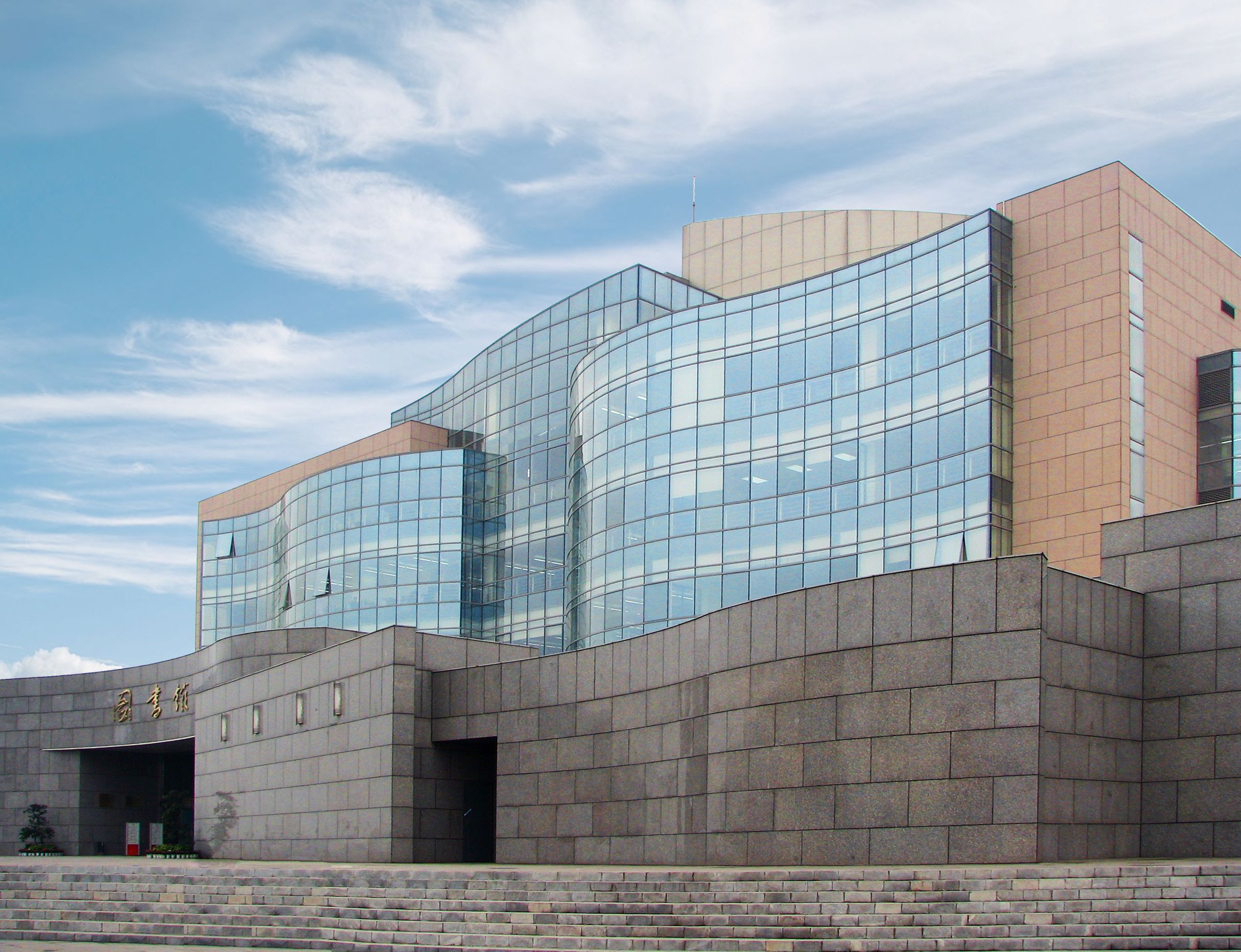
Biblioteca de Jiang'an na Universidade de Sichuan, China
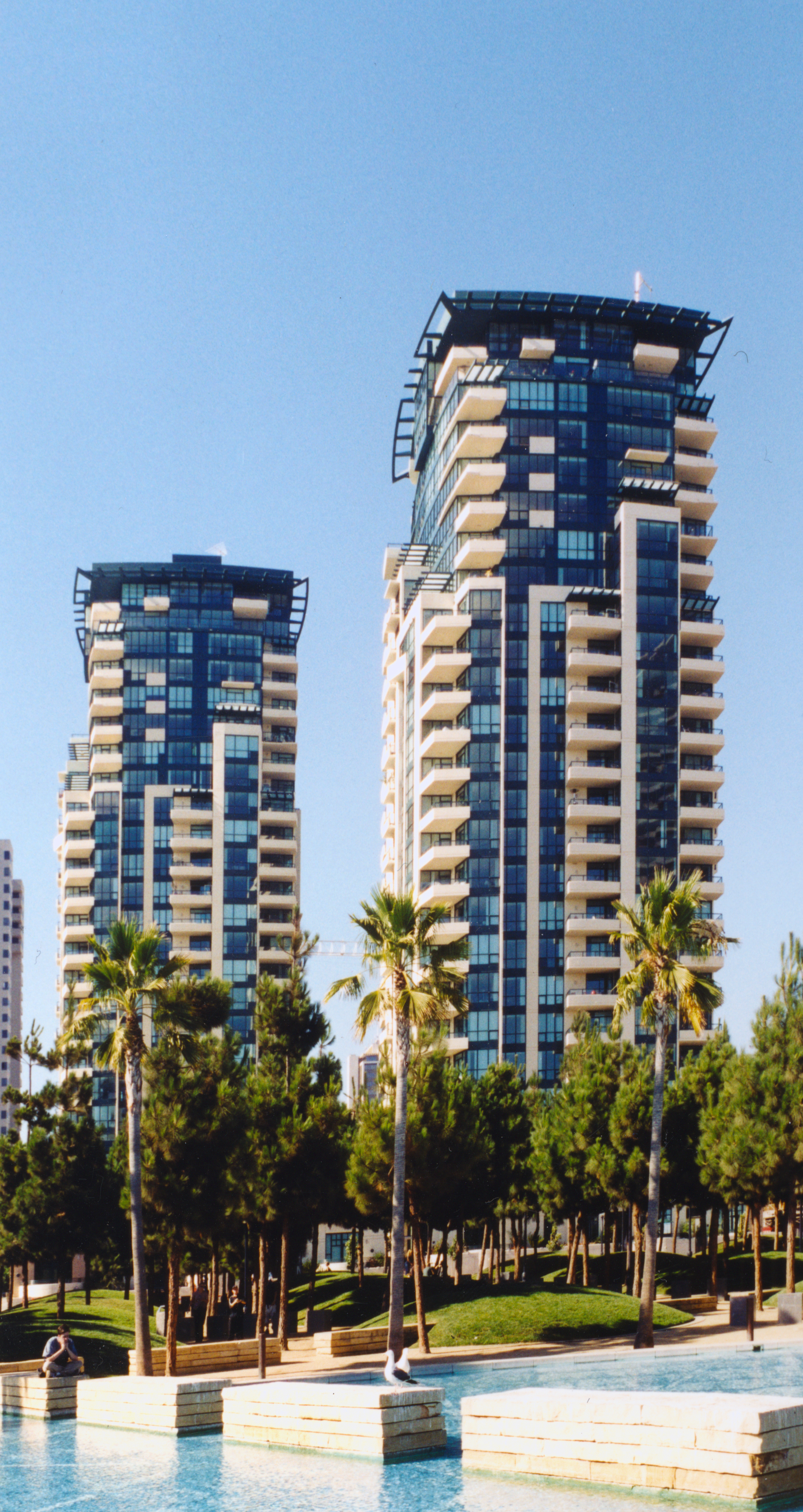
Torres residenciais horizontais, San Diego, California
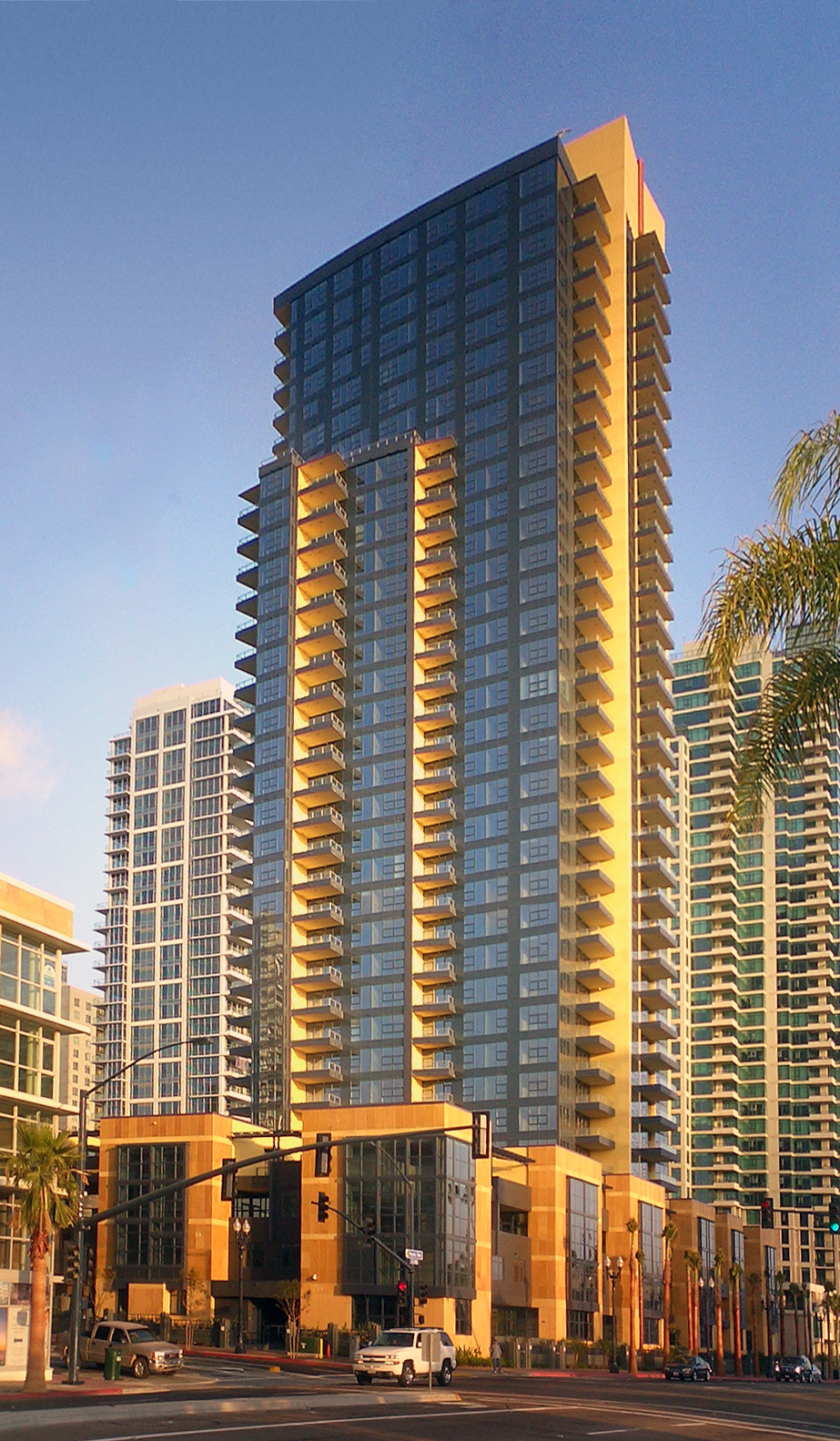
Torre residencial de Bayside, San Diego, California